# باربارا والترز
باربرا جیل والترز (انگلیسی: Barbara Jill Walters؛ ۲۵ سپتامبر ۱۹۲۹ – ۳۰ دسامبر ۲۰۲۲) مجری خبر صبحگاهی برنامه Today بود. وی در سال ۱۹۷۶ با پیوستن به شبکه ای‌بی‌سی، نخستین مجری زن اخبار شامگاهی شد. باربارا والترز با همه رؤسای جمهوری آمریکا از ریچارد نیکسون تا دونالد ترامپ مصاحبه کرده بود. والترز مصاحبه‌هایی با شماری از رهبران سیاسی جهان از جمله فیدل کاسترو، محمدرضا پهلوی و ولادیمیر پوتین انجام داده بود.

## زندگی‌نامه
باربارا والترز کار روزنامه‌نگاری را در سال ۱۹۶۱ به‌عنوان مجری خبر صبحگاهی برنامه Today شبکه ان‌بی‌سی آغاز کرد و در میانه دههٔ ۷۰ به مجری برنامه خبری شبانگاهی تبدیل شد.
برنامه دیدگاه نخستین برنامه‌ای بود که خود والترز آن را درست کرده بود.
باربارا والترز در طول زندگی خود ۱۲ بار برنده جایزه امی شد.
باربارا والترز خود را فمینیست می‌دانست.

## شاه ایران
باربارا والترز نخستین‌بار با محمدرضا پهلوی در دی ۱۳۵۶ در کاخ نیاوران در کنار فرح پهلوی دیدار کرد. شاه در این دیدار در مورد برخی توانایی‌های زنان ابراز تردید کرد که بحث‌برانگیز شد. شاه گفته بود «تا کنون به جز مواردی استثنایی، در میان زنان کسی مانند میکل‌آنژ و باخ ظهور نکرده است». محمدرضا شاه از پاسخ به سؤال باربارا والترز دربارهٔ اطمینانش به توانایی فرح برای اداره مملکت در صورت مرگ او خودداری کرد. فرح پهلوی در واکنش به صحبت محمدرضا پهلوی پس از مکثی طولانی به شاه گفت: «فکر نمی‌کند او واقعاً به چنین حرف‌هایی باور داشته باشد».
بار دیگر با شاه در آبان ۱۳۵۸ در بیمارستان نیویورک گفتگو کرد.
او در گفتگویی در سال ۲۰۱۳ با دیوید لترمن دربارهٔ محمدرضا پهلوی گفت: «او کارهای خوب زیادی برای کشورش و برای زنان ایران انجام داد اما آمریکا (در زمان انقلاب ۱۳۵۷) کمک کرد که او از قدرت کنار برود و به اندازه کافی پشت او نایستاد».

## جوایز
باربارا والترز در سال ۲۰۰۰ جایزه یک عمر دستاورد هنری از آکادمی ملی علوم و هنرهای تلویزیونی را دریافت کرد. او در هنگام دریافت این جایزه گفت: «من از نعمت یک زندگی خوب برخوردار بوده‌ام به حدی که خودم هم انتظارش را نداشتم.»

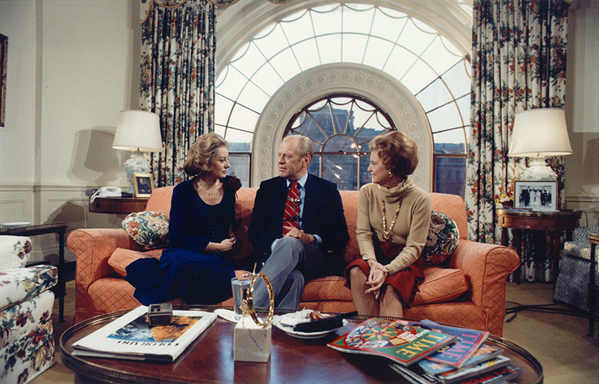
مصاحبه والترز با جرالد فورد و همسرش در کاخ سفید در ۱۹۷۶

## درآمد
او در سال ۲۰۰۶ از دید مجله فوربس رتبه ۱۸ بیشترین درآمد از برنامه‌های تلویزیونی آمریکا را از ۱ تا ۲۰ به‌دست‌آورد.

## درگذشت
باربارا والترز در ۳۰ دسامبر ۲۰۲۲ در سن ۹۳ سالگی درگذشت.